# Grigorios Dikeos
Grigorios Dikeos (auch Dikaios geschrieben, griechisch Γρηγόριος Δικαίος), genannt Papaflessas (Παπαφλέσσας), (* 1788 in Poliani; † 20. Mai 1825 in Messenien) war ein griechischer Freiheitskämpfer, Priester und Staatsmann.

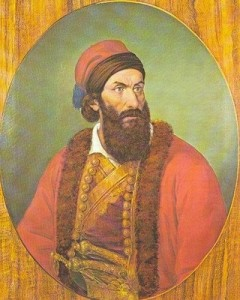
Papaflessas

## Leben
Papaflessas ragte als herausragende Figur während des griechischen Unabhängigkeitskrieges hervor. Als der 28. und letzte Sohn von Demetrius Dikaios geboren, genoss er eine anspruchsvolle Ausbildung. Dikeos war ein griechisch-orthodoxer Priester im Rang eines Archimandriten. Schon in jungen Jahren begann er die Ausbildung zum Priester – mithin bekam er den Namen „Gregorios Phlessas“, welcher ihm später den Spitznamen „Papaflessas“ einbrachte.
Schon in seiner Jugend zeigte Papaflessas eine ausgeprägte Patriotismus, beeinflusst von den Idealen der Französischen Revolution, die er auf Zakynthos kennenlernte. Dort kreuzten sich auch seine Wege mit Theodoros Kolokotronis, einem bereits berühmten Mann in Griechenland. Später zog es ihn nach Konstantinopel, wo er sich auf den Weg machte, Erzbischof zu werden. Obwohl er beinahe Patriarch von Konstantinopel wurde, führte ihn das Schicksal stattdessen zum griechischen Geheimbund Filiki Eteria, wo er eine aktive Rolle bei der Rekrutierung neuer Mitglieder für den Freiheitskampf übernahm. Er predigte, ermutigte und überzeugte Menschen und trug beträchtliche Geldmittel für den Krieg bei. Er wurde zu einem der bedeutendsten griechischen Militärführern.

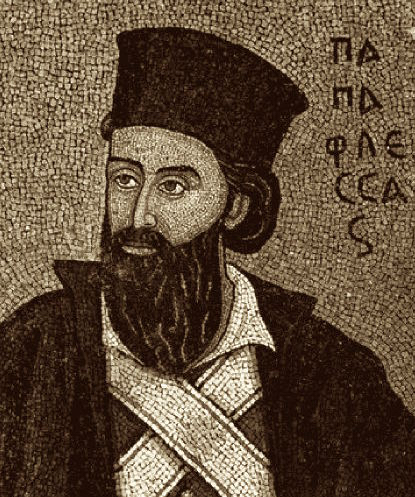
Grigorios Dikeos

Während des Befreiungskrieges wurde Dikeos von der griechischen Nationalversammlung zum Innenminister ernannt. Auch nach seiner Ernennung zum Minister führte er persönlich Truppen in den Kampf, wobei er an vorderster Front kämpfte.

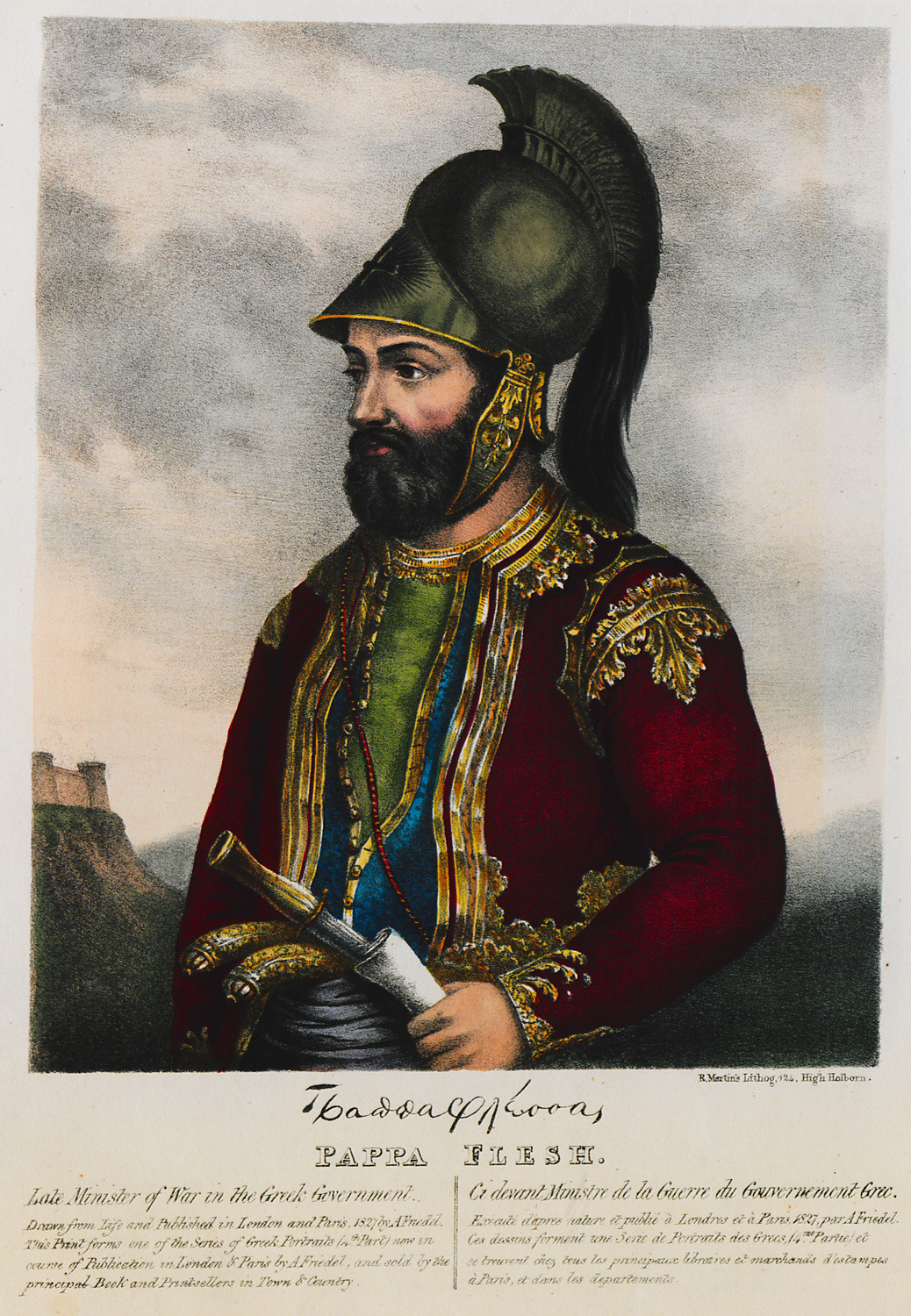
Pappa Flesh Late Minister of War in the Greek Government – Friedel Adam De – 1830

Zu Beginn der Griechischen Revolution einigten sich Papaflessas und Alexander Ypsilantis darauf, dass Papaflessas nach Morea gehen würde, um dort einen Aufstand zu entfachen, während Ypsilantis' Truppen die türkischen Kräfte in der Walachei ablenkten. Damit begann der griechische Unabhängigkeitskampf. Papaflessas beteiligte sich an mehreren bedeutenden Schlachten, darunter der Befreiung von Kalamata und der Schlacht von Dervenakia, wo er Seite an Seite mit Theodoros Kolokotronis, Niketas Stamatelopoulos, Demetrius Hypselantes und anderen kämpfte. Die Schlacht von Dervenakia gilt als eine der erfolgreichsten in der Geschichte des griechischen Unabhängigkeitskampfes. Trotz einer zahlenmäßigen Überlegenheit von 10.000 Mann gelang es den griechischen Truppen, die türkischen Streitkräfte zu besiegen und die Schlacht für sich zu entscheiden.
Obwohl der griechische Unabhängigkeitskrieg in vollem Gange war, neigte sich das Leben von Papaflessas dem Ende zu. Kurz vor der Schlacht von Maniaki erhielt er einen Brief von seinem Bruder Niketas, der ihn davon überzeugte, seine Taktik zu ändern. Papaflessas schrieb ihm zurück: „Niketas, ich habe deinen Brief erhalten, und als Antwort sage ich dir, dass [...] wenn ich geschworen habe, mein Blut für mein Heimatland zu vergießen, dies der richtige Zeitpunkt ist. Ich wünsche in Gott, dass Ibrahims erster Schuss meinen Kopf trifft, denn ich schreibe dir, dass du schneller kommen sollst und du schreibst mir Unsinn. Niketa, dies ist mein erster und letzter Brief; behalte ihn und lies ihn von Zeit zu Zeit, um dich an mich zu erinnern und um zu weinen“.
Er starb am 20. Mai 1825 bei der Schlacht von Maniaki gegen die ägyptischen Truppen von Ibrahim Pascha. Als die Schlacht endete, ordnete Ibrahim an, dass Papaflessas' Leichnam gefunden und geborgen werden solle. Sein Körper wurde an einen Baum gebunden, und seine Diener wurden angewiesen, sein Gesicht zu reinigen. Ibrahim betrachtete ihn einen Augenblick lang und gab ihm einen Kuss als Zeichen seiner Bewunderung für Papaflessas' Tapferkeit und Entschlossenheit. Die Festung von Papaflessas in Maniaki ist bis heute erhalten geblieben.

## Andenken
Dikeos gilt in Griechenland als einer der größten Helden des Befreiungskrieges. Mehrere Kriegsschiffe der griechischen Marine wurden nach ihm benannt. Außerdem wurde er auf Gemälden, Briefmarken, in Filmen, Spielen und als Büste verewigt.